# Кожокин, Геннадий Николаевич
Геннадий Николаевич Кожокин (род. 31 июля 1968) — советский и украинский хоккеист, нападающий.

## Биография
Воспитанник харьковского «Динамо», играл за команду в сезонах 1985/86 — 1991/92; в сезонах 1988/89 — 1989/90 провёл 50 матчей в высшей лиге. Выступал за «Динамо-2» Москва (1991/92), ЦСКА (8 матчей в плей-офф-1991/92 и 30 матчей в сезоне-1992/93 МХЛ).
Игрок любительского клуба «Черкассы».
Участник юниорского чемпионата Европы 1986 в составе сборной СССР. Участник группы C чемпионата мира 1993 в составе сборной Украины.